# Штрумпфета
Штрумпфетa (фр. La Schtroumpfette) је један од главних ликова из стрипа Штрумпфови. Њу је створио зли чаробњак Гаргамел, највећи непријатељ Штрумпфова, са циљем да шпијунира Штрумпфове и изазове љубомору међу њима. Међутим, Штрумпфета одлучује да жели да постане прави Штрумпф, па Велики Штрумпф баца чаролију која јој мења косу из црне у плаву, као знак њене промене. Била је једини женски Штрумпф све до појаве Сасете. Штрумпфета има стереотипне женске црте – дугу таласасту плаву косу, дуге трепавице и носи белу хаљину и беле ципеле са штиклом. Она је предмет симпатија готово свих Штрумпфова.
Лусил Блис је позајмила глас Штрумпфети у 219 епизода анимиране серије Штрумпфови из 1980-их. У филмској верзији из 2011. године, као и у наставку из 2013, глас јој је позајмила поп певачица Кејти Пери. У анимираном филму Штрумпфови: Скривено село (2017) глас јој је дала Деми Ловато. У анимираној серији из 2020-их, такође под насловом Штрумпфови, гласове јој позајмљују Ана Рамад и Беранжер Макнис. У анимираном филму Штрумпфови: Велики филм (2025), глас Штрумпфети је позајмила певачица Ријана.